# Yousuke Yukimatsu
 (février 2025).
Yousuke Yukimatsu (également stylisé en ¥ØU$UK€ ¥UK1MAT$U), est un DJ et producteur de musique japonais,.
Yousuke Yukimatsu est originaire d'Osaka au Japon où, adolescent, il s'est fait connaître sur la scène DJ underground dans les années 2010. Après avoir fait ses débuts sous le nom de « ¥ØU$UK€ ¥UK1MAT$U » aux côtés de DJ Nobu en 2014, il a rapidement gagné en notoriété dans les clubs locaux, avant de jouer outre-atlantique aux côtés du musicien américain Oneohtrix Point Never, qui a contribué à faire connaître Yukimatsu hors du Japon.
Surtout connu à ses débuts à travers les vidéos qu'il a mises en ligne, Yousuke Yukimatsu gagne progressivement un public international, non seulement en raison de son apparence particulière (apparaissant souvent torse nu et crâne rasé), mais aussi en raison de sa diversité musicale et ses références à la culture Internet.
En 2020, il sort l'album Midnight is Comin' avec le label singapourien Midnight Shift,.